# Sigilografia
Sigilografia (do latim, sigillum) ou esfragística (do grego, sphragistikê) é a ciência dos selos apostos nos documentos para os autenticar.